# کوئنون
رودخانه کوئنون (به فرانسوی: Couesnon) رودخانهای است که در فرانسه جریان دارد.